# Бабаков, Виталий Викторович
Виталий Викторович Бабаков (род. 1972) — военнослужащий внутренних войск МВД России, майор, участник Первой Чеченской войны, Герой Российской Федерации (25.08.1995).

## Биография
Виталий родился 28 сентября 1972 года в городе Ленинске-Кузнецком Кемеровской области. Окончил 9 классов средней школы № 5 и профессионально-техническое училище № 64 города Зверево Ростовской области, после чего был призван на службу в вооружённые силы. После увольнения в запас не смог найти работу и в 1993 году подписал контракт на службу и был направлен во внутренние войска МВД России, освоил специальность снайпера, служил во взводе специального назначения. Участвовал в подавлении массовых беспорядков во Владикавказе.
В декабре 1994 года Бабаков в составе отряда специального назначения «Росич» участвовал в штурме Грозного. В боях за Грозненский консервный завод и городскую больницу он уничтожил не менее 5 снайперов и несколько гранатомётчиков противника. 2 января 1995 года Бабаков получил ранение осколком мины в лопатку.
Указом Президента Российской Федерации № 877 от 25 августа 1995 года за «мужество и героизм, проявленные при выполнении специального задания» рядовой Виталий Бабаков был удостоен высокого звания Героя Российской Федерации  с вручением медали «Золотая Звезда» за номером 0205.
В дальнейшем Бабаков продолжил службу в ВС России, В 1997 году экстерном  окончил Санкт-Петербургское высшее военное командное училище внутренних войск МВД России.
С 1991 года по 2001 год проходил службу во внутренних войсках МВД России в отряде специального назначения «Росич» в должности заместителя командира группы по спецподготовке.
В 2001 году в звании капитана он был уволен в запас по собственному желанию, работал в службе безопасности. В 2002 году окончил Ростовский юридический институт. Работал заместителем генерального директора охранного агентства по профессиональной подготовке «Пересвет».
В 2015 году поступил на службу в 83-ю гвардейскую отдельную воздушно-десантную бригаду.
С сентября 2020 года вышел на пенсию.